# 1571 Ческо
1571 Ческо (1571 Cesco) — астероїд головного поясу, відкритий 20 березня 1950 року.
Тіссеранів параметр щодо Юпітера — 3,150.